# Túnel de canal

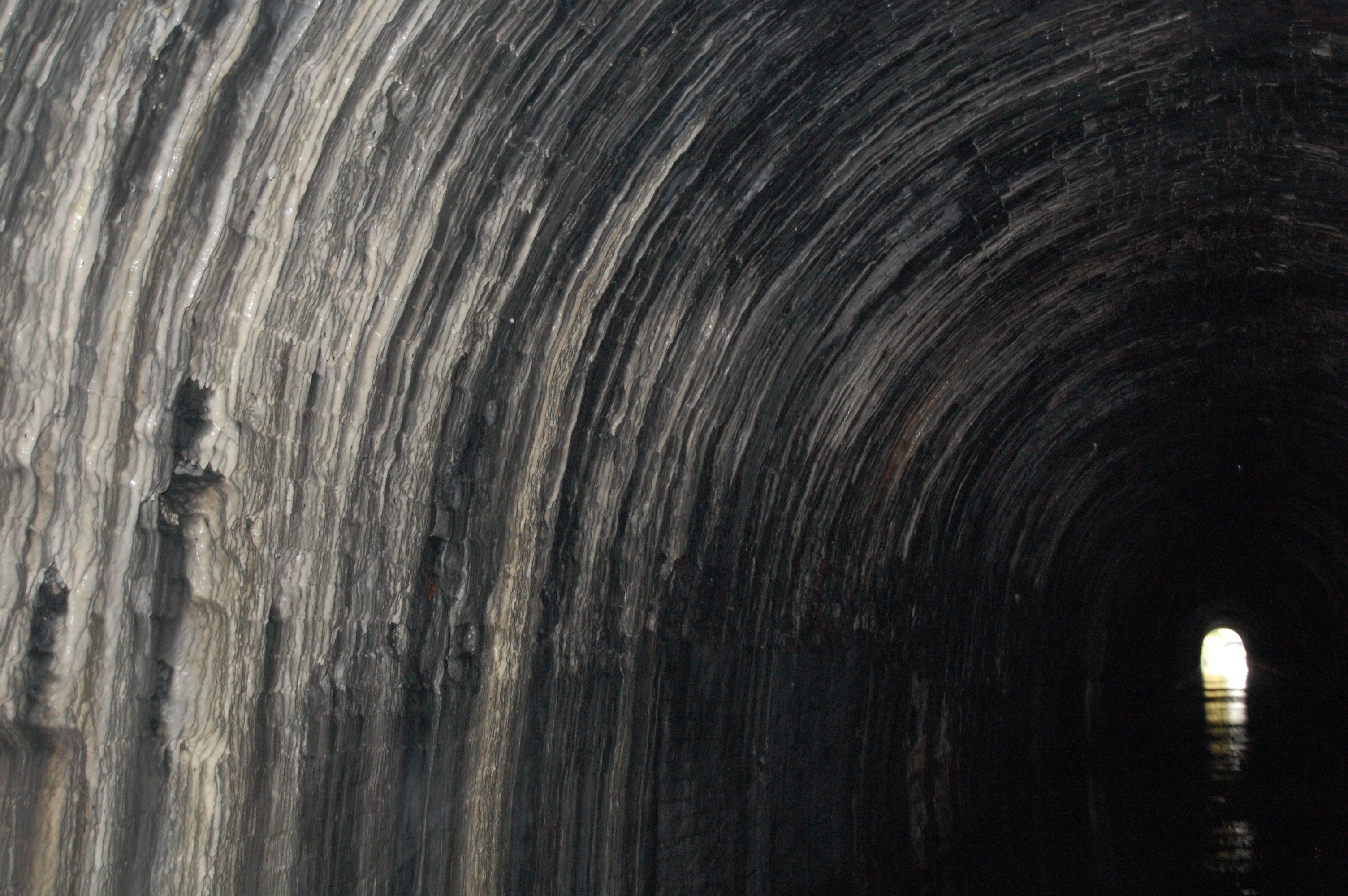
Túnel de Shrewley

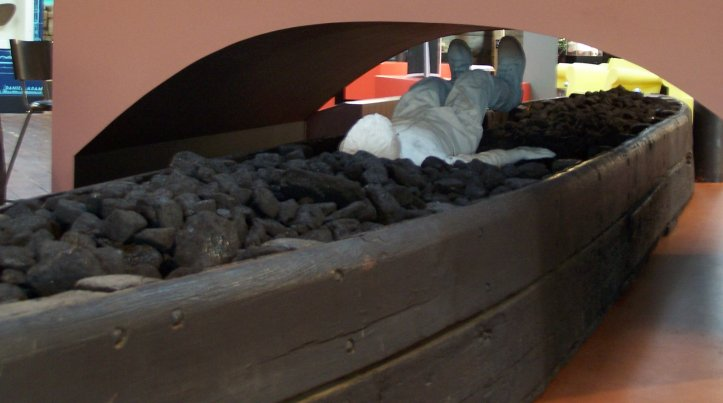
Starvationer en Ellesmere Port Canal Museum con una demostración del proceso de legging (empujar el barco con los pies a través de los túneles)

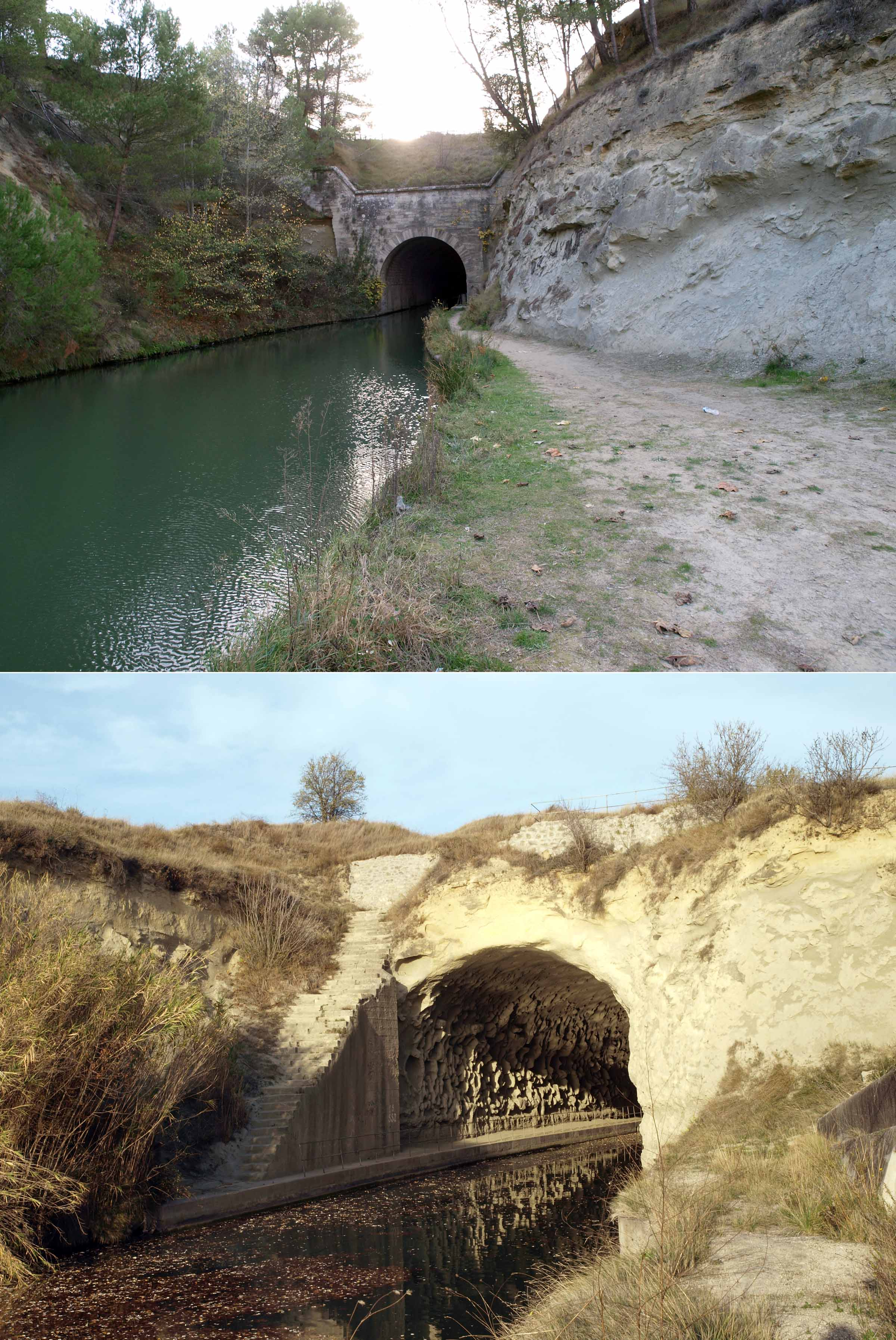
Túnel de Malpas en el Canal du Midi

Un túnel de canal es una galería subterránea construida para permitir el paso un cauce artificial a través de un obstáculo del terreno. La construcción de estas infraestructuras es crucial para permitir el paso de las vías fluviales en zonas de relieve accidentado. También se construyen para reducir la dependencia de las esclusas.

## Ejemplos
El túnel de canal más largo del mundo es el túnel de Rove (Francia), con una longitud de 7120 m, aunque actualmente está en desuso. Otros ejemplos notables de túneles de un canal incluyen el túnel de barcos de Stad en Noruega, un túnel propuesto para embarcaciones marítimas; el túnel de Standedge, el más largo, más profundo y más alto del Reino Unido; y el túnel de Harecastle, otro túnel notable situado en el Reino Unido.
El túnel de un canal más antiguo del mundo es el túnel de Malpas, también localizado en Francia, construido en 1679.
En el antiguo reino de Travancore, en la India, el túnel de Varkala, que también da paso a un canal, se construyó en 1876.

## Forma de impulsión
En algunos de estos túneles, el camino de sirga continúa a través de la galería. En otros casos, especialmente en los estrechos canales ingleses, no hay camino de sirga. El caballo utilizado para remolcar la barcaza debía recorrer un camino que conectase los dos extremos del túnel, mientras que los botes eran impulsados en su interior por los barqueros (tumbados boca arriba) con los pies, apoyándose en las paredes de la galería.